# Linosta annulifera
Linosta annulifera är en fjärilsart som beskrevs av Munroe 1959. Linosta annulifera ingår i släktet Linosta och familjen Crambidae. Inga underarter finns listade i Catalogue of Life.